# Мано Стоянов
Мануил Стоянов, по-известен като Хаджи Мано Стоянов, е български общественик от XIX век.

## Биография
Хаджи Мано е роден в село Редина, Софийско през 1813 година. За първите три десетилетия от живота му не се знае почти нищо. Бил е търговец в Букурещ заедно с братята си Константин и Геко, поради което в църковните кондики и тримата били наричани „Букурещли“. С годините Хаджи Мано се прославя като един от най-богатите софиянци, имал множество имоти в цяла София и печелил значително от доставки за турската армия и за Цариград. Част от спечелените пари дарявал за различни каузи – през 1849 година е един от ктиторите за построяването на софийското училище, а 3 години по-късно с брат си Ангелко дарява 4000 гроша за строежа на църквата „Света Неделя“. Подпомагал със средства и революционната организация. Бил активен борец в национално-църковната борба, като участвал в бунтовете в София през 1861 година срещу избирането на Доротей за софийски митрополит. Непосредствено след събитията вестник „Дунавски лебед“ твърди, че Хаджи Мано е действал с користни цели и под влияние на тогавашния софийски управител Хасан Тахсен паша, както и че подкрепял паша̀та пряко в действия на злоупотреба, корупция и беззакония.
През 1872 година е избран за член на Софийската извънредна следствена комисия, която издава присъдите след Арабаконашкия обир, включително смъртните на Димитър Общи и Васил Левски. По време на Руско-турската война Хаджи Мано е интерниран в Цариград, а малко след подписването на Санстефанския договор се завръща в София. 
След Освобождението е помощник на първия началник на руската военна администрация в града Александър Мосолов. Впоследствие за кратко е и член на първия градски съвет на София, предшественик на днешния Столичен общински съвет.
Депутат е в III ОНС (1883).
Почива на 27 септември 1895 година в дома си на ул. „Искър“ 2.

## Памет
На хаджи Мано Стоянов е наречена улица в кварталите „Надежда I“ и „Надежда II“ в София (Карта).